# Cyklonen Bhola

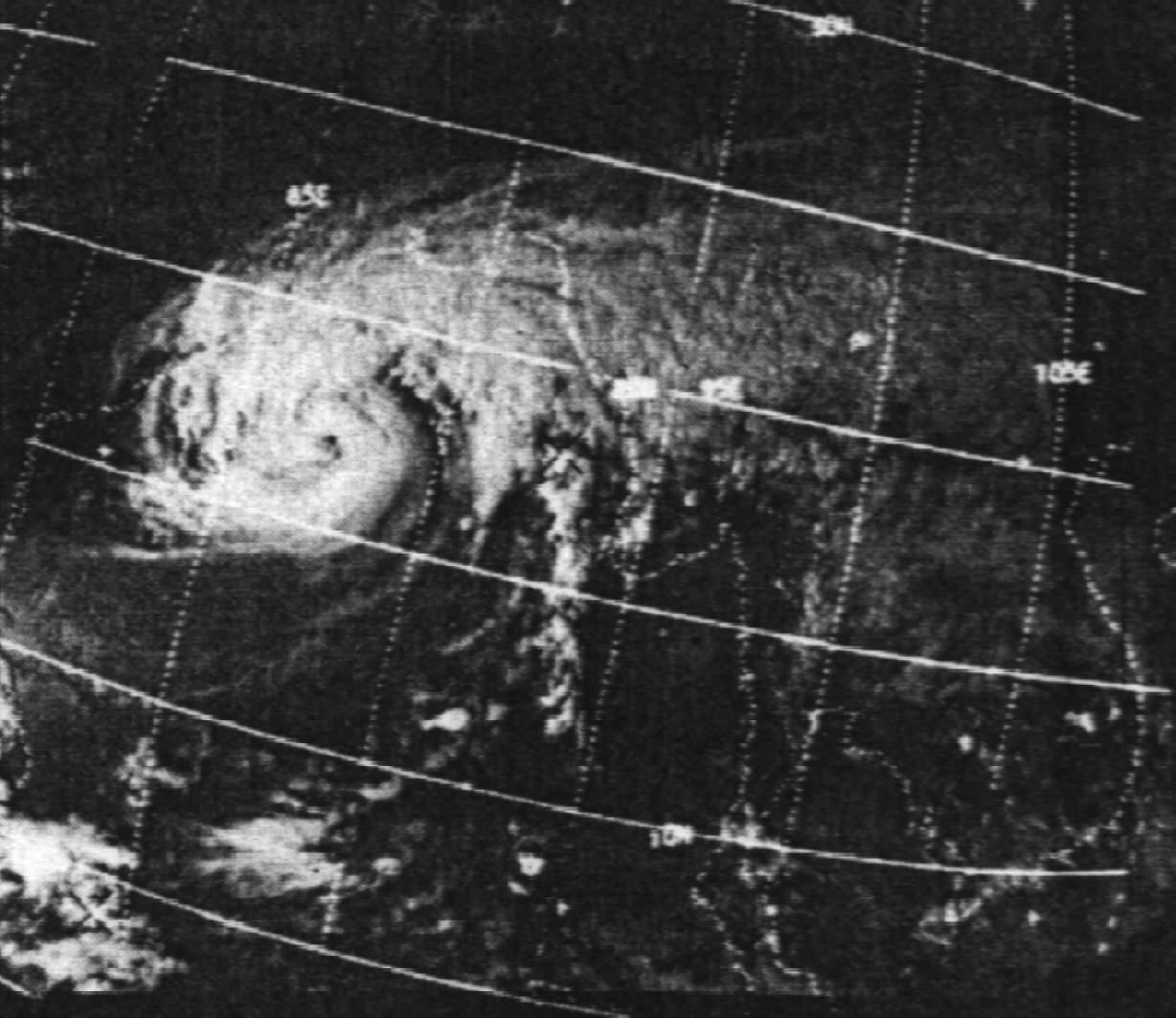
Cyklonen Bhola.

Cyklonen Bhola är det inofficiella namnet på en ovanligt destruktiv tropisk cyklon som i november 1970 drabbade Östpakistan (nuvarande Bangladesh). Till skillnad från orkanerna i Atlanten och tyfonerna i Stilla havet får inte de tropiska cykloner som bildas i Bengaliska viken några officiella namn, utan bara en sifferbeteckning. Ingen vet exakt hur många liv som krävdes men troligen var det så många som 500 000. Den siffran skulle göra cyklonen Bhola till en av 1900-talets dödligaste naturkatastrofer. Som jämförelse beräknas Jordbävningen i Indiska oceanen 2004 ha krävt omkring 250 000 dödsoffer.
Cyklonen var inte extremt kraftig, det var vid landfall (lågtryckets centrum når land) en kategori 3 orkan på den femgradiga Saffir–Simpsons orkanskala med en medelvind på 185 km/h (drygt 50 m/s). I de våldsamaste tropiska ovädren har man mätt upp medelvindhastigheter på 85 m/s (306 km), gränsen för orkan går vid 33 m/s (119 km/h). Men såväl Bangladesh som det angränsande Västbengalen som tillhör Indien är oerhört tättbefolkade och befolkningen är mycket fattig. Dessutom är regionen mycket låglänt, större delen av Bangladesh upptas av floderna Ganges och Brahmaputras gemensamma delta. Detta gör att man är mycket sårbar för de stormfloder som bildas när kraftiga tropiska cykloner når land och det var en viktig orsak till att dödssiffrorna blev så extrema. Totalt känner man till åtminstone sex cykloner som dödat över 100 000 människor i regionen men ingen av de övriga var lika dödlig som cyklonen Bhola.

## Stormhistoria

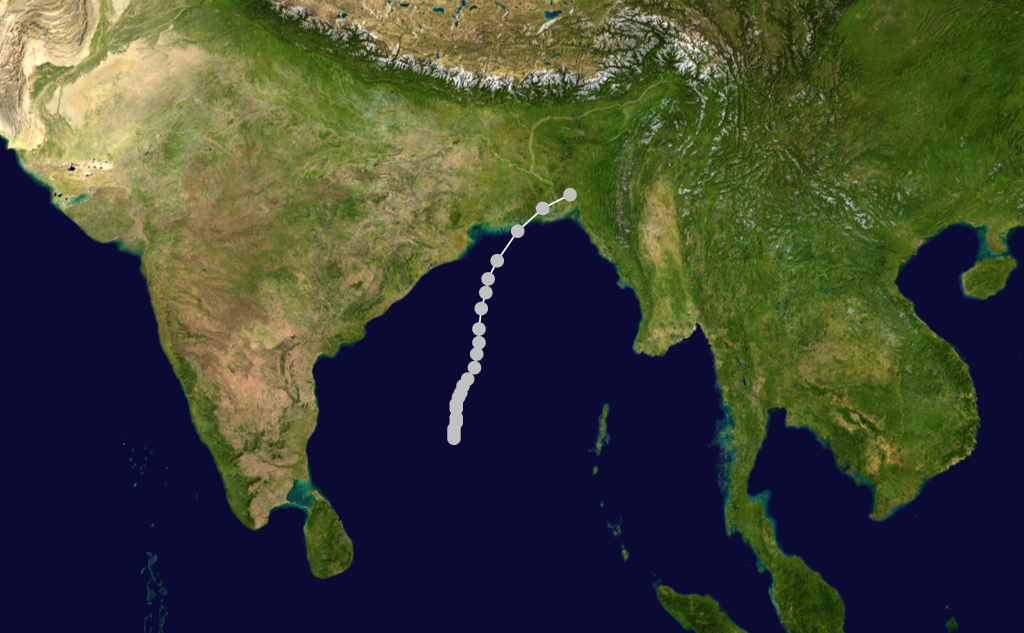
Cyklonens rutt.

Cyklonen bildades i de centrala delarna av Bengaliska viken 8 november ur rester av en tropisk storm som nått området från Stilla havet. 11 november hade den blivit uppgraderad till en svår cyklonisk storm som är den indiska vädertjänstens korrekta namn på tropiska cykloner som når orkanstyrka. Ovädret fortsatte att intensifieras ända fram till att den kvällen 12 november nådde land med förödande konsekvenser. Efter att ha fortsatt in över land mattades den och var nästan upplöst ett dygn senare.
När ovädret drog in över deltat bildades en jättelik stormflod som nådde ända upp till 10 meter över normalvattenståndet. Att stormfloden blev så hög berodde delvis på att det samtidigt var högvatten, orsakad av tidvattnet. Resultatet blev att hela städer jämnades med marken. Många öar i deltats ytterområden blev helt översköljda. I staden Tazumuddin beräknas 77 000 personer eller 46 % av befolkningen mist livet. Högsta uppmätta vindhastigheten var en vindby på 62 m/s (225 km/h).
Totalt berördes 3,6 miljoner människor allvarligt av ovädret, i de hårdast drabbade områdena var förödelsen total. Förutom alla omkomna och hemlösa var även skadorna på åkermarken enorma och över en kvarts miljon boskapsdjur dödades. Efteråt riktades mycket kritik för att befolkningen inte blivit varnad av myndigheterna. Sanningen är att Pakistans vädertjänst utfärdade allvarliga varningar för den annalkande stormen men de flesta personerna i riskområdena förstod inte vad varningarna innebar. Det fanns också få byggnader att söka skydd i. På lite längre sikt anses katastrofen ha bidragit till inbördeskriget som 1971 bröt ut mellan Väst- och Östpakistan, ett krig som även Indien drogs in i. Konflikten slutade med att Östpakistan blev en självständig stat med namnet Bangladesh. 
Efter katastrofen har ett omfattande fortlöpande arbete från myndigheter och andra statliga liksom internationella organisationer gjorts för att förbättra varningssystemen och skyddsmöjligheterna. 1991 drabbades Bangladesh på nytt av en enorm cyklonkatastrof med 130 000-200 000 döda. Den cyklonen var emellertid mycket kraftigare än cyklonen Bhola och det anses att utan de förebyggande åtgärder som vidtagits hade dödssiffrorna varit ännu högre än vid katastrofen 1970.